# Springapor
Springapor eller titiapor (Callicebus) är ett släkte av primater som tillhör familjen Pitheciidae. I släktet finns omkring 30 arter beroende på auktoritet.

## Utbredning
Dessa djur lever i Sydamerika i Colombia, Brasilien, Peru och norra Paraguay. Arterna hittas i Amazonområdet och vid Andernas östra sluttningar. De saknas norr om Rio Negro och norr om Amazonflodens östr del.

## Utseende
Kroppslängden från huvudet till svansroten varierar mellan 23 och 46 cm och svansen är med 26 till 56 cm något längre än övriga kroppen.
De enskilda arterna skiljer sig mycket i storlek och pälsfärg men liknar varandra i kroppens uppbyggnad. Pälsen är oftast lång och mjuk med rödaktig, brunaktig eller svart färg. Buken är oftast ljusare. Några arter har ett ljust band runt halsen eller svarta remsor på huvudet. Svansen är helt täckt med päls och används inte som gripverktyg. Den kan däremot pressas som stöd mot föremål.

## Levnadssätt
Springapor är aktiva på dagen och lever i träd i täta skogar som ligger nära ett vattendrag. Sitt namn fick dessa primater på grund av deras bra förmåga att hoppa till bredvidliggande träd. Under natten sover de i täta ansamlingar av kvistar och även på dagen tar de ibland en siesta.
Dessa primater lever i grupper med upp till sju individer som består av ett föräldrapar och deras avkomna. Sitt territorium försvarar de med vrål och genom att jaga bort andra springapor. För gruppens kommunikation är olika slags ljud och pälsvård viktig.

## Föda
Den huvudsakliga födan består av frukter. Dessutom tar springapor även blad, insekter, fågelägg och mindre ryggradsdjur.

## Fortplantning
Springapor lever monogamt. Efter dräktigheten som tar ungefär fem till sex månader föder honan ett ungdjur. Efter födelsen ger honan bara di åt ungen, annars är det hannen som tar hand om ungdjuret. Efter fem månader (12 till 16 veckor) sluter honan att ge di och efter två till tre år lämnar ungdjuret familjen för att starta en egen familj. Vilda springapor kan bli upp till 12 år gamla. En individ i fångenskap blev till och med 25 år gammal.

## Hot
Den största faran för springapor är förstörelsen av deras levnadsområde. IUCN listar 29 arter, däribland 2 som akut hotade (critically endangered), 3 som starkt hotade (endangered), 4 som sårbara (vulnerable), en som nära hotad (near threatened) och en med kunskapsbrist (data deficient).

## Systematik
Antalet arter i detta släkte är omdebatterat. Några zoologer hävdar att det bara finns tre arter med olika underarter och andra zoologer räknar upp till 30 arter till släktet.
Det vetenskapliga släktnamnet är bildat av det grekiska ordet kalos (snygg) och släktnamnet Cebus som ursprungligen användes för en grupp kapucinapor.
Den följande listan är främst enligt Wilson & Reeder (2005) och förtecknar även två nyupptäckta arter. Wilson & Reeder delar släktet i två undersläkten med tillsammans 28 arter.
- Undersläkte Callicebus
  - C. donacophilus-gruppen utgörs främst av små medlemmar som lever i sydvästra Amazonområdet, främst Brasilien och Bolivia.
    - Callicebus donacophilus
    - Callicebus modestus
    - Callicebus oenanthe
    - Callicebus olallae
    - Callicebus pallescens

  - C. cupreus-gruppen bildas av medelstora arter med kontrastrik kroppsfärg i grå och röd. De förekommer främst i västra Amazonområdet.
    - Callicebus aureipalatii – nyupptäckt
    - Callicebus caligatus
    - Callicebus caquetensis – nyupptäckt[7]
    - Röd titiapa (Callicebus cupreus)
    - Callicebus discolor
    - Callicebus dubius
    - Callicebus ornatus
    - Callicebus stephennashi

  - C. moloch-gruppen med allmänt medelstora individer och grå kroppsfärg, ibland finns påfallande röda hår vid kinden. De lever i östra Amazonområdet.
    - Callicebus baptista
    - Callicebus bernhardi
    - Callicebus brunneus
    - Callicebus cinerascens
    - Callicebus hoffmannsi
    - Callicebus moloch
    - Callicebus vieirai

  - C. personatus-gruppen bildas främst av stora arter. Deras päls är vanligen gråbrun och huvudet ännu mörkare. Utbredningsområdet ligger främst i sydöstra Brasilien.
    - Callicebus barbarabrownae
    - Callicebus coimbrai
    - Callicebus melanochir
    - Callicebus nigrifrons
    - Callicebus personatus
- Undersläktet Torquatus har främst stora arter. De har oftast rödaktig eller mörk päls och ibland ett vitt eller gult halsband. Arterna hittas i hela Amazonområdet.
  -     - Callicebus lucifer
    - Callicebus lugens
    - Callicebus medemi
    - Callicebus purinus
    - Callicebus regulus
    - Callicebus torquatus